# Drosera adelae

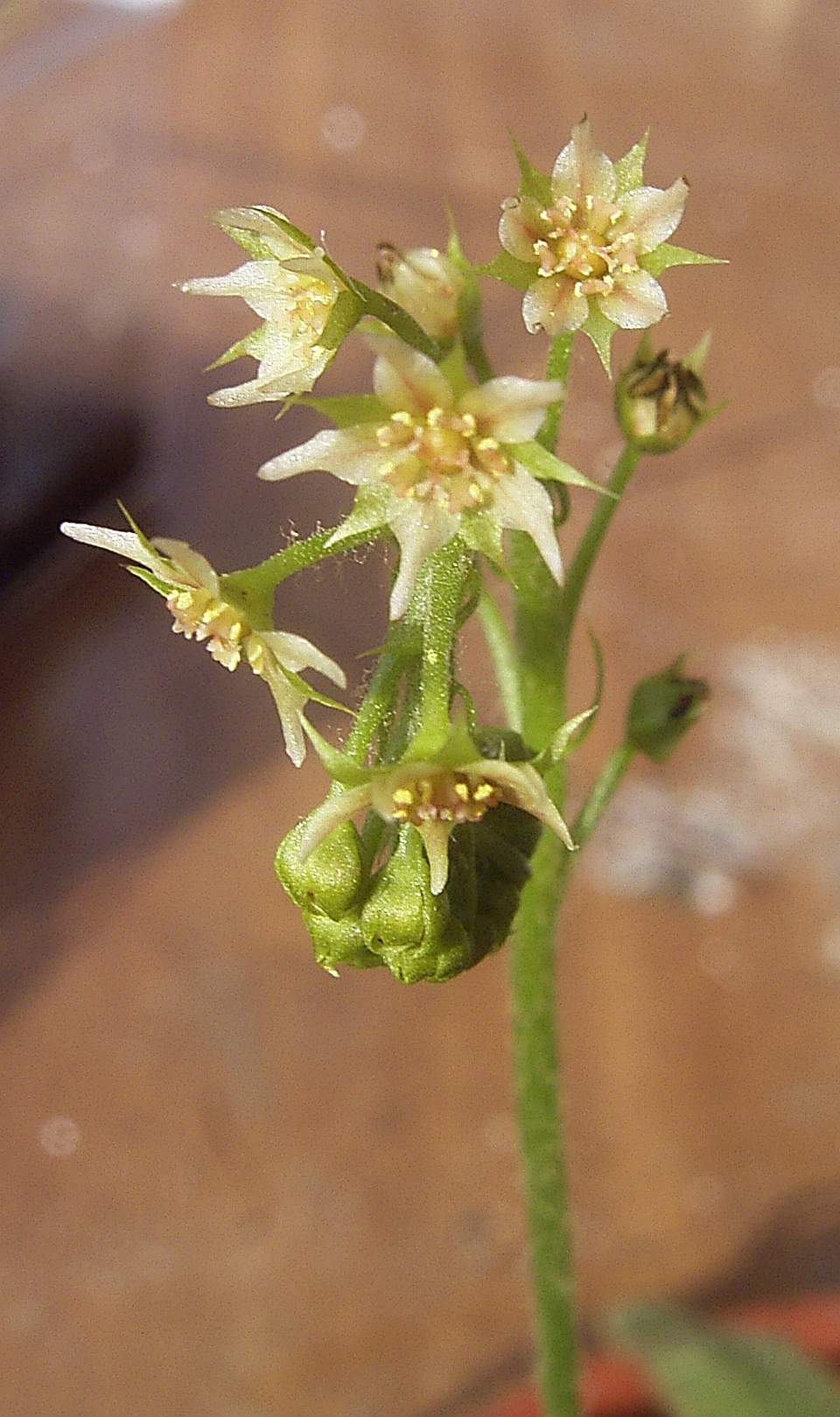
Blütenstand von Drosera adelae, weißblütige Form

Drosera adelae ist eine fleischfressende Pflanze aus der Gattung Sonnentau (Drosera). Sie bildet zusammen mit Drosera prolifera und Drosera schizandra aufgrund der engen genetischen Verwandtschaft, dem eng zusammenliegenden Verbreitungsgebiet im Nordosten von Queensland und ähnlichen Wachstumsbedingungen die Gruppe der "Queensland-Drosera".

## Beschreibung
Drosera adelae ist eine aufrecht wachsende, bis zu 25 Zentimetern hoch werdende, mehrjährige krautige Pflanze, welche eine lockere, offene Rosette mit einer kurzen Sprossachse ausbildet. Sie wächst schnell und hat stark verzweigte, lange Haarwurzeln. Sie bildet Ausläufer, durch die die Pflanze sich ausbreitet und vermehrt. Die Chromosomenzahl der Art beträgt 2n=30.

### Blätter
Die schmal-lanzettlichen, 20 bis 25 Zentimeter langen und bis zu 2 cm breiten Blätter von Drosera adelae stehen als junge Blätter fast aufrecht an äußerst kurzen, haarlosen Blattstielen und senken sich mit zunehmendem Alter mehr und mehr herab. Die Blätter junger Pflanzen sind umgekehrt eiförmig beziehungsweise elliptisch.
Das Blatt besitzt eine ausgeprägte Mittelrippe über seine gesamte Länge und ist an seiner Oberseite mit den gattungstypischen Tentakeln versehen, die Unterseite ist unbehaart. Die Blätter sind beim Fang passiver als andere Sonnentau-Arten, sie rollen sich nicht über die Beute. Im Allgemeinen ist die Pflanze grün – bei starkem Licht färbt sich die Pflanze dunkelrot ein.

### Blüte
Die Pflanze blüht im australischen Winter beziehungsweise Frühling zwischen Juni und November. Der Blütenstand erreicht eine Höhe von bis zu 35 cm, an seinem oberen Ende steht ein lose behaarter Wickel aus 10 bis 20 Blüten, begleitet von gegenständigen, kurzen, linealischen Hochblättern. Jede Einzelblüte ist knapp 10 mm groß, rot, rotorange oder cremeweiß und steht an einem bis zu 5 mm langen Blütenstiel. Die Blüten haben – eine Besonderheit in der Gattung – ein sternförmiges Aussehen, das heißt, sie bestehen aus fünf lanzettförmigen Kronblättern mit 2,5 mm Länge und 1,2 mm Breite sowie fünf geringfügig kürzeren und schmaleren Kelchblättern.

### Chromosomenzahl
Die Chromosomenzahl beträgt 2n = 28 oder 30.

## Verbreitung
Drosera adelae ist in den Urwäldern des nordwestlichen Queenslands in Australien zu finden, genauer gesagt in der Rockingham Bay, am Dalrymple’s Creek und auf der Hinchinbrook-Insel des Hinchinbrook Nationalparks, südlich der Stadt Cairns. Sie wächst dort im Gebirgsregenwald in Moosen zwischen Felsen an Flussufern auf sandigen Böden.